# カンネツ
株式会社カンネツ（英称：Kannetsu Thermal ENG. CO., LTD）は日本の冷却装置製造メーカー。

## 拠点

### 営業拠点
- 本社（大阪府大阪市北区）
- 東北営業所（宮城県仙台市）
- 東日本営業所（東京都板橋区）
- 中部営業所（愛知県小牧市）
- 西日本営業所（大阪府守口市）
- 九州営業所（大分県大分市）

### 生産・研究拠点
- 舞鶴工場（京都府舞鶴市）
- タイ工場
- 急速冷凍テストキッチン（大阪府大阪市）

### 海外拠点
- タイ（バンコク）
- 中国（杭州）
- ベトナム（ハノイ）
- フィリピン（マニラ）

## 沿革
- 1978年 - 「関西熱研工業株式会社」として設立
- 1982年 - 「東京営業所」開設
- 1990年 - 京都府舞鶴市に「舞鶴工場」建設
- 1992年 - 社名をカンネツに変更
- 1996年 - バンコクに現地法人「KANNETSU THAILAND.CO.,LTD」を設立
- 1999年 - 中国に「青島営業所」開設
- 2000年 - 「中部営業所」開設
- 2003年 - 「舞鶴第2工場」建設
- 2003年 - 中国杭州に「杭州関熱技術服務有限公司」を開設
- 2005年 - 「九州営業所」開設
- 2005年 - ベトナム・ハノイに「カンネツ・ハノイ事務所」を開設
- 2006年 - 大阪市北区に「本社」を移転
- 2006年 - 「タイ工場」建設
- 2007年 - ISO9001品質マネジメントシステム認証取得
- 2009年 - 「舞鶴第3工場」建設
- 2011年 - KANNETSUタイ　ISO9001:8002認証取得
- 2015年 - フィリピン・マニラに「カンネツ・フィリピン事務所」を開設
- 2019年 - 大阪市北区内で「本社」移転、「西日本営業所」を守口サービスセンターに統合
- 2022年 - 「東北営業所」開設
- 2022年 - 「急速冷凍テストキッチン」開設